# Hiroto Domoto
Hiroto Domoto (japanisch 道本 大飛 Domoto Hiroto; * 6. Dezember 1998 in der Präfektur Kanagawa) ist ein japanischer Fußballspieler.

## Karriere
Hiroto Domoto spielte bis Ende 2022 in Yokohama in der Reservemannschaft des YSCC Yokohama. Im Februar 2023 wechselte er in die erste Mannschaft. Die erste Mannschaft spielte in der dritten Liga, der J3 League. Sein Drittligadebüt gab Hiroto Domoto am 30. April 2023 (8. Spieltag) im Heimspiel gegen den FC Imabari. Bei dem 4:2-Erfolg wurde er nach der Halbzeitpause für Atsushi Kikutani eingewechselt.